# Rödnäbbad amarant
Rödnäbbad amarant (Lagonosticta senegala) är en vida spridd fågelart i familjen astrilder som förekommer i Afrika söder om Sahara.

## Utseende
Som andra astrilder är arten en liten tätting med en längd på bara 9,5-11 centimeter. Hanen har en karaktäristisk rödaktig fjäderdräkt med rött på huvud, bröst, näbb och övergump, men bruna vingar och svart stjärt. Hanen har vidare väldigt små ljusa fläckar på sidan av bröstet. Honan är gråbrunaktig med röd tygel, övergump och näbb. Orbitalringen är gulaktig.

## Läte
Den melodiska sången återges i engelsk litteratur som "swee-tee-eeer". Lätet beskrivs som metalliskt fräsande "prrrrrt".

## Levnadssätt
Rödnäbbad amarant lever på grässlätter och i uppodlade områden och ses ofta nära bebyggelse, där den kan hitta olika frön som är dess främsta föda. Artens bo är en domformad konstruktion som byggs i buskar eller i anslutning till människans byggnader. Som byggmaterial används torrt gräs och boet utformas så att dess ingång finns på sidan. Honan lägger tre till sex ägg. Det förekommer att byänka (Vidua chalybeata) lägger ägg i den rödnäbbade amarantens bon.

## Utbredning och systematik
Den rödnäbbade amaranten delas in i sex underarter med följande utbredning:
- Lagonosticta senegala senegala – Kap Verdeöarna samt Senegal och Mali till Nigeria
- Lagonosticta senegala rhodopsis – östra Mali till västra Sudan, norra och västra Sydsudan, Eritrea och västra Etiopien
- Lagonosticta senegala ruberrima – Uganda, Kenya, Tanzania, nordöstra Zambia, Demokratiska republiken Kongo och nordöstra Angola
- Lagonosticta senegala brunneiceps – sydöstra Sydsudan och centrala Etiopien
- Lagonosticta senegala somaliensis – sydöstra Etiopien och Somalia
- Lagonosticta senegala rendalli – södra Angola till södra Tanzania och Sydafrika (KwaZulu-Natal och nordcentrala Kapprovinsen)

Vissa urskiljer även fåglar i Angola som underarten pallidicrissa.

## Status och hot
Arten har ett stort utbredningsområde och en stor population med stabil utveckling. Utifrån dessa kriterier kategoriserar internationella naturvårdsunionen IUCN arten som livskraftig (LC). Världspopulationen har inte uppskattats men den beskrivs som vida spridd och vanlig, lokalt till och med mycket vanlig.